# Veritatis splendor
Veritatis splendor ("Lo splendore della verità") sono le prime due parole che danno il titolo ad una enciclica di papa Giovanni Paolo II. Questo documento esprime la posizione della Chiesa cattolica sulla condizione dell'uomo davanti al bene e al male, e sul ruolo della Chiesa nell'insegnamento morale. L'enciclica è uno degli interventi magisteriali di teologia morale più completi e filosoficamente fondati della tradizione cattolica. Venne promulgata il 6 agosto 1993.

## Struttura del documento
L'indice dell'enciclica è così strutturato:
- Introduzione: Gesù Cristo, luce vera che illumina ogni uomo (nn. 1-5)
- Capitolo I - «Maestro, che cosa devo fare di buono...?» (Mt 19,16[1]) - Cristo è la risposta alla domanda di morale (nn. 6-27)
- Capitolo II - «Non conformatevi alla mentalità di questo mondo» (Rm 12,2[2]) - La Chiesa e il discernimento di alcune tendenze della teologia morale odierna (nn. 28-83)

I. La libertà e la legge (nn. 35-53)
II. La coscienza e la verità (nn. 54-64)
III. La scelta fondamentale e i componenti concreti (nn. 65-70)
IV. L'atto morale (nn. 71-83)
- Capitolo III - «Perché non venga resa vana la Croce di Cristo» (1 Cor 1,17[3]) - Il bene morale per la vita della Chiesa e del mondo (nn. 84-117)
- Conclusione (nn. 118-120)

## Contenuto dell'enciclica
La Veritatis splendor (VS) risponde a questioni di teologia morale che sono state sollevate nella Chiesa soprattutto nella seconda metà del XX secolo. Tali questioni riguardano la capacità dell'uomo di discernere il bene, l'esistenza del male, il ruolo della libertà umana e della coscienza umana, il peccato mortale, l'autorità del magistero della Chiesa cattolica come guida per l'uomo. In risposta ad esse papa Giovanni Paolo II afferma con forza che la verità morale è conoscibile, che la scelta del bene o del male ha un effetto profondo sulla relazione personale con Dio, e che non c'è contraddizione tra la libertà e la scelta del bene.
Nei paragrafi che seguono verranno presentati i contenuti dell'enciclica, non analizzando il documento capitolo per capitolo, ma raggruppandone i grandi temi.

### Risposta al relativismo morale
La Veritatis Splendor inizia affermando che ci sono ancora verità assolute accessibili ad ogni persona. Contraria alla filosofia del relativismo morale, l'enciclica afferma che la legge morale è universale, per tutte le persone delle differenti culture, essendo radicata nella stessa condizione umana. Giovanni Paolo II insegna che, indipendentemente da come e quanto una persona sia separata da Dio,
(VS 1)
Continua scrivendo che
(VS 2)

### Autorità della Chiesa cattolica nell'insegnamento morale
Il Papa insegna che
(VS 9)
Contro la convinzione che l'insegnamento ecclesiale abbia un ruolo principalmente esortativo, Giovanni Paolo II riafferma la dottrina tradizionale, secondo cui il magistero della Chiesa cattolica ha l'autorità di esprimere pronunciamenti definitivi sulle questioni morali. Ancora, il Papa insegna che la Chiesa è un particolare aiuto dato da Cristo per aiutare a trovare risposta alla domanda di ognuno su cosa è giusto e cosa è sbagliato.

### Libertà umana e legge divina
L'enciclica afferma che non c'è un reale conflitto tra la libertà umana e la legge di Dio. Il vero fine della libertà umana è crescere da persone mature per diventare così come ognuno è stato creato da Dio. Inoltre la legge divina di Dio che disciplina il comportamento umano
(VS 35)
Secondo il Papa, oggi
(VS 31)
Comunque, egli avverte, la libertà umana pur essendo buona in sé stessa non è un assoluto. La mera decisione per sé stessi di ciò che uno possa fare non è assolutamente un vero sostituto per determinare se qualcosa sia di fatto buono o cattivo. Dato che è Dio il vero autore del bene, è di importanza critica, prima di fare una propria scelta in modo assoluto, il conoscere come la legge divina, espressa dal magistero autorevole della Chiesa, consideri una certa questione.

### Legge naturale
Il Papa accoglie e sostiene il ruolo della ragione umana per scoprire ad applicare la legge naturale (cioè quegli aspetti della legge morale che possono essere conosciuti senza la rivelazione divina).  Ciò nonostante, afferma l'enciclica, essendo Dio il vero autore della legge morale, la ragione umana non può prendere il posto di quegli elementi della legge morale che sono di origine divina:
(VS 40)
In particolare, Giovanni Paolo II nega quelle idee di moralità che trattano il corpo umano come un "dato bruto" (VS 48), separando l'uomo e l'uso che egli fa del proprio corpo dal suo più profondo significato, derivante dall'interezza della persona umana.

### Il giudizio della coscienza
Il Papa ripropone l'insegnamento cattolico tradizionale secondo il quale l'uomo è obbligato interiormente a seguire la propria coscienza, e se non lo fa egli è condannato dalla sua stessa coscienza. Giovanni Paolo II descrive la coscienza come una forma di dialogo interiore. Tuttavia, egli insiste, non è meramente una forma di dialogo tra l'uomo e sé stesso, ma è molto di più, è un dialogo tra l'uomo e Dio. Seguendo Bonaventura, Giovanni Paolo II paragona la coscienza ad un araldo di Dio che proclama la legge divina. Il Papa insiste nel dire che, in opposizione a come si intende a volte,  la coscienza non è in alternativa alla legge divina. Piuttosto, è il processo tramite il quale una persona è aiutata ad applicare le leggi divine nella concreta situazione che sta vivendo.
La Veritatis splendor afferma che ogni persona è moralmente tenuta a fare del proprio meglio per formare la propria coscienza, dal momento che la coscienza può sbagliare nel proprio giudizio. È cruciale per ogni persona fare lo sforzo di comprendere quale sia la legge divina, espressa dalla Chiesa, su una certa materia e quali siano le ragioni che la sostengono. Anche se una persona non fosse condannata dalla propria coscienza per un atto moralmente sbagliato, commettere tale atto causerebbe comunque dei danni in altre direzioni, e se commesso abitualmente esso potrebbe progressivamente rendere più difficile per quella persona la percezione della verità. Inoltre il peccato abituale ci rende schiavi, quindi seguire un giudizio errato della coscienza è in ultima analisi un passo che allontana della verità.

### "Opzione fondamentale", peccato e salvezza
L'enciclica risponde anche all'idea dell'opzione fondamentale. In questa teoria teologica, le azioni particolari dell'uomo non necessariamente intaccano la sua salvezza ultima: ciò che è importante è il suo fondamentale orientamento pro o contro Dio.
Giovanni Paolo II si oppone fermamente a questa visione, affermando che essa è contraria alla Sacra Scrittura così come al tradizionale insegnamento cattolico relativo al peccato e alla salvezza. Egli si oppone anche per motivi filosofici, scrivendo:
(VS 67)
Il pontefice dà risalto al fatto che la visione dell'opzione fondamentale insidia la tradizionale comprensione cattolica riguardo al peccato mortale, al peccato veniale, la loro distinzione e i loro effetti:
(VS 70, che cita Reconciliatio et paenitentia 17)

### Gli atti intrinsecamente cattivi
L'enciclica sottolinea che alcuni atti sono intrinsecamente cattivi. Nel linguaggio della teologia morale cattolica, questo significa che alcune azioni, se fatte consapevolmente e deliberatamente,  sono sempre sbagliate e che non possono mai esserci circostanze nelle quali tali azioni possano essere permesse. In altre parole, questa affermazione è un forte supporto della tradizionale affermazione della morale cattolica secondo cui "il fine non giustifica i mezzi". Giovanni Paolo II si basa sul ragionamento secondo cui alcuni atti sono così distruttivi per la persona umana da non ammettere circostanze attenuanti che possano renderli leciti. Tra questi atti vengono elencati 
(VS 80)
e inoltre:
(VS 80)
ma anche:
(VS 80)
Per quanto riguarda il delicato tema della contraccezione in ambito coniugale, il Papa riafferma con forza l'insegnamento dell'enciclica Humanae Vitae di Paolo VI riguardante la contraccezione artificiale, considerata illecita anche per ragioni gravissime, intrinsecamente disordinata e indegna della persona umana, della quale non è possibile farne «oggetto di un atto positivo di volontà». Si cita di nuovo 1 Corinzi 6,9-10, dove si esplicita che «né immorali, né idolatri, né adulteri, né effeminati, né sodomiti, né ladri, né ubriaconi, né maldicenti, né rapaci erediteranno il Regno di Dio». E ancora la citazione agostiniana, a proposito dell'impossibilità di sopprimere la malizia (anche se si ammette che un'intenzione buona o delle circostanze particolari possano attenuarla) degli atti intrinsecamente cattivi: «Quanto agli atti che sono per se stessi dei peccati, come il furto, la fornicazione, la bestemmia, o altri atti simili, chi oserebbe affermare che, compiendoli per buoni motivi, non sarebbero più peccati o, conclusione ancora più assurda, che sarebbero peccati giustificati?».